# Enomarc
Enomarc  (grec antic: Οἰνόμαρχος, llatí: Oenomarchus) fou un retòric grec natural de l'illa d'Andros, un dels nombrosos deixebles d'Herodes Àtic.
Tot i tenir per mestre a Àtic mai va arribar a ser considerat un dels grans retòrics grecs, i era aficionat a l'estil florit i eloqüent que després s'anomenà estil jònic o asiàtic. L'esmenta Filòstrat d'Atenes a la seva Vida dels sofistes (Βίοι Σοφιστω̂ν).